# NGC 2659
NGC 2659 je otvoreni skup u zviježđu Jedru. 

## Vanjske poveznice
- SEDS: NGC 2659